# بيترو بوير
بيترو بوير هو لاعب كرة قدم إيطالي، ولد في 16 مايو 2002 في ميستري في إيطاليا.

## وصلات خارجية
- بيترو بوير على موقع الاتحاد الأوربي (الإنجليزية)
- بيترو بوير على موقع قاعدة بيانات كرة القدم.إي يو (الإنجليزية)
- بيترو بوير على موقع Soccerway.com (الإنجليزية)
- بيترو بوير على موقع عالم كرة القدم.نت (الإنجليزية)